# Si le soleil ne revenait pas
Si le soleil ne revenait pas es una película dramática franco-suiza de 1987 dirigida por Claude Goretta y protagonizada por Charles Vanel. Está basada en la novela del mismo nombre del escritor suizo Charles Ferdinand Ramuz.

## Sinopsis
En un pueblo de la montaña donde el sol nunca llega en invierno, un profeta avisa de que la guerra va a estallar y el sol no volverá a salir nunca más. Algunos lugareños se resignan, perro otros van en busca del sol.

## Reparto
- Charles Vanel como Anzerul
- Catherine Mouchet como Isabelle Antide
- Philippe Léotard como Arlettaz
- Raoul Billeray como Denis Revaz
- Claude Evrard como Follonier
- Fred Ulysse como Tissières
- Jacques Mathou como Cyprien Métrailler